# Acetamidogruppe

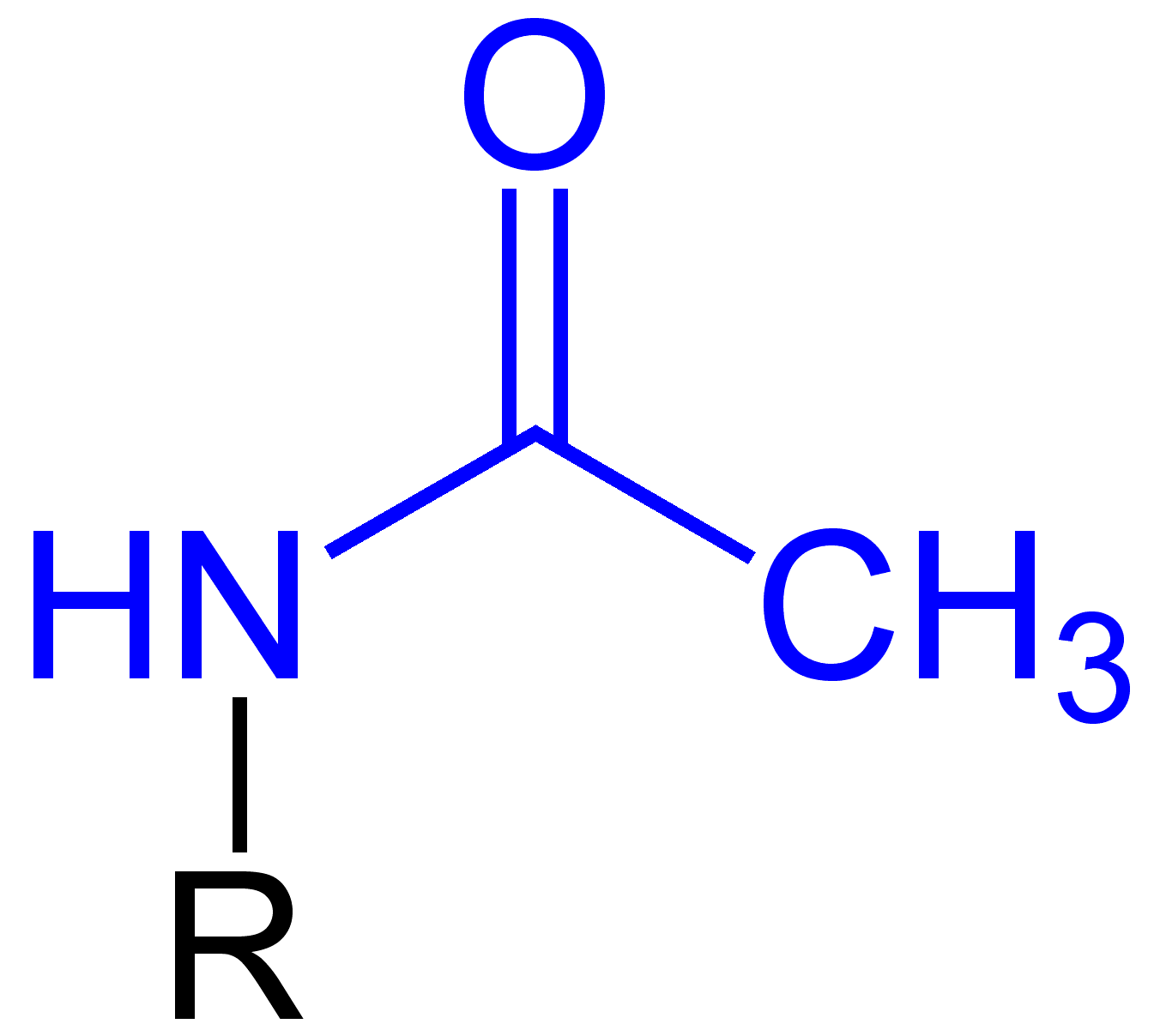
Struktur der Acetamidogruppe (blau markiert) als Teil eines Carbonsäureamids [R ist ein Organyl-Rest (Alky-Rest, Aryl-Rest, Alkylaryl-Rest etc.)].

Die Acetylamidogruppe auch Acetamidoverbindungen oder Acetylaminoverbindungen sind chemische Verbindungen, die als funktionelle Gruppe ein Essigsäureamid enthalten. Bisweilen wird dieser Rest auch Acetylaminogruppe genannt.
Zu den wichtigsten Vertretern der Acetamidogruppe gehört 4-Acetamidophenol, das Schmerzmittel Paracetamol. Ein natürlich vorkommende Substanz mit der Acetamidofunktion ist Chitin.

## Synthesen
Die Acetamidogruppe lässt sich durch verschiedene Synthesen gewinnen. Dazu gehört zum einen die Reaktion eines Amins mit Essigsäureanhydrid oder Acetylchlorid. Bei der partiellen basen- oder säurekatalysierten Hydrolyse von Acetonitril entsteht Acetamid (R = H).